# Albert von Margutti
Albert Alexander Vincenz Freiherr von Margutti (Triëst, 28 november 1869 – Wenen, 3 januari 1940) was een Oostenrijks officier. Hij was na september 1902 jarenlang adjudant van keizer Frans Jozef van Oostenrijk en, na diens dood in 1916 tot aan de val van de Oostenrijkse monarchie, adjudant van keizer Karel van Oostenrijk. Over deze periode schreef hij een boek.

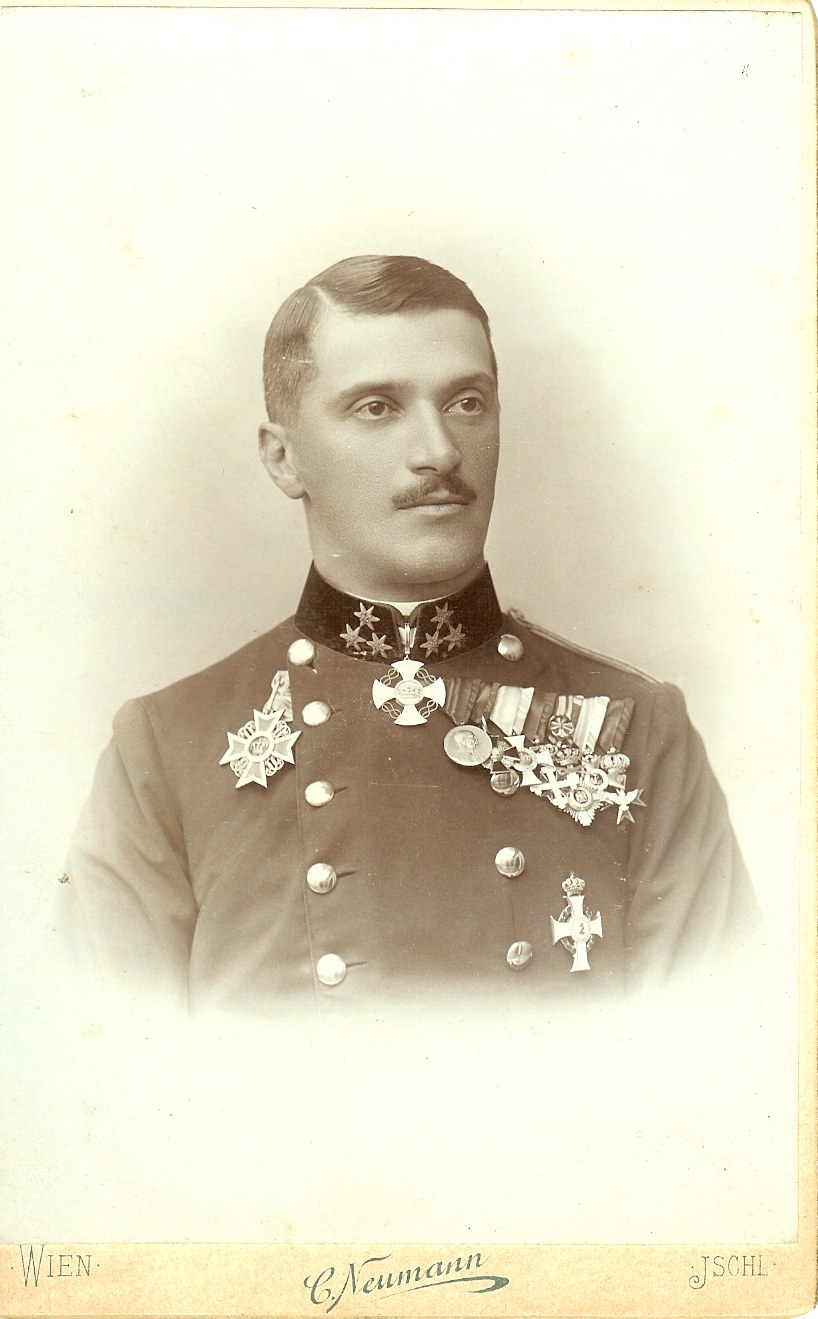
Portret uit 1902

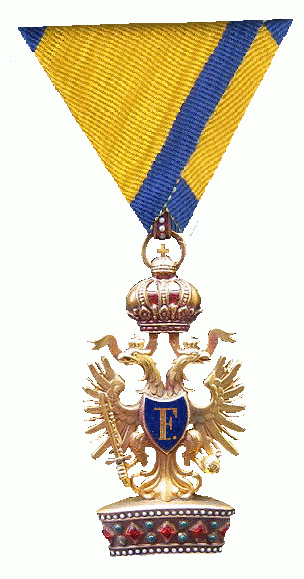
Ridderkruis van de Orde van de IJzeren Kroon zoals Generaal Margutti die droeg aan het voor Oostenrijk kenmerkende driehoekige lint.

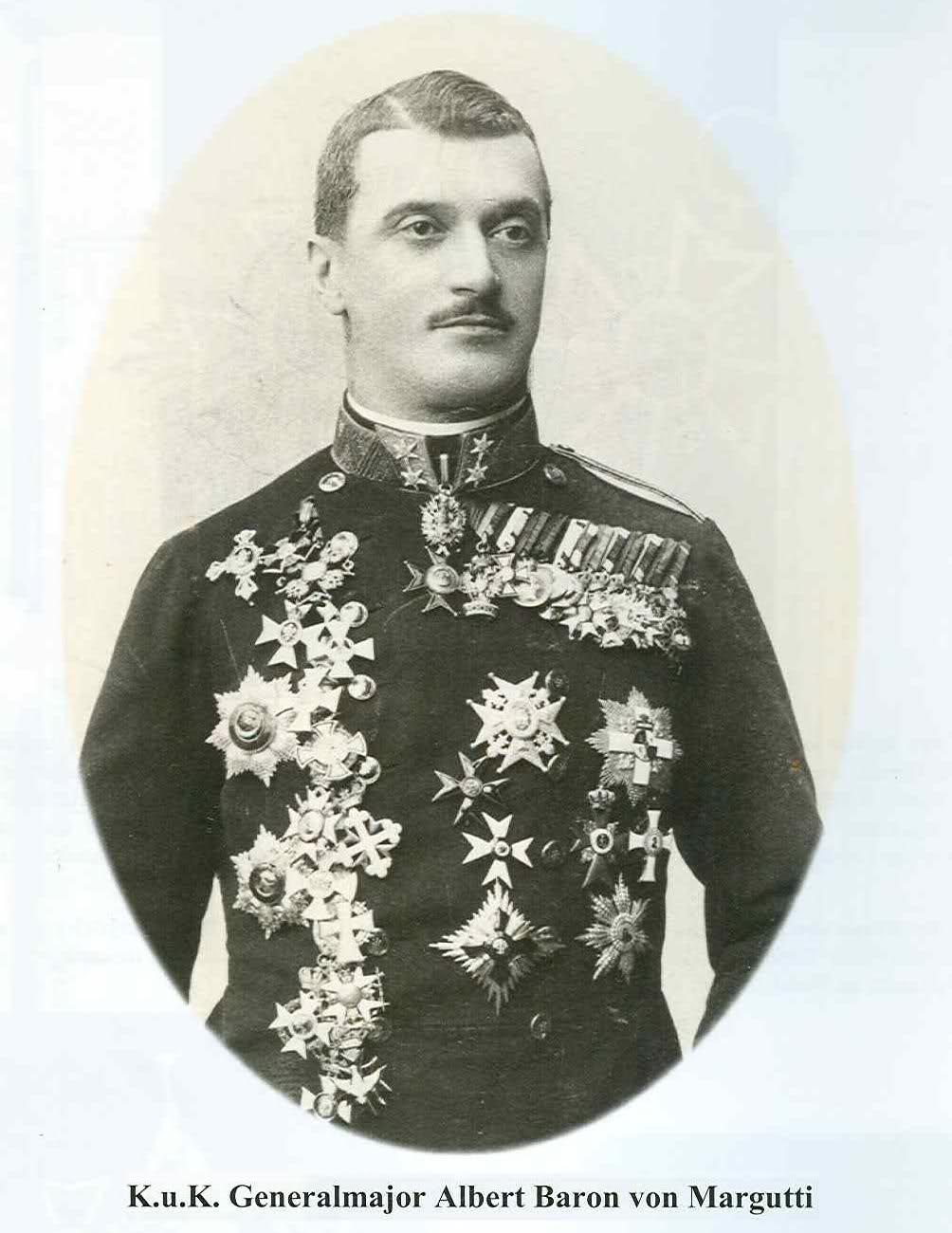
Portret uit de Eerste Wereldoorlog

Albert Margutti bracht het tot "Feldmarschalleutnant und der kaiserlichen Generaladjutantur zugeteilter General".
Margutti was als zoon van Enrico Margutti (ingenieur bij de Keizerlijke Oostenrijks-Hongaarse marine) en Carlotta Gallo Margutti, ook in het Italiaans opgevoed. Door zijn grote talenkennis was hij bij uitstek geschikt om te dienen aan het hof van een Keizer van een land waarin meerdere talen werden gesproken.
De hoveling werd tot "Freiherr" von Margutti verheven. Deze adellijke titel wordt meestal vertaald als baron.
Na de ondergang van het Oostenrijkse keizerrijk was Margutti nergens welkom. De Oostenrijkse regering stelde dat hij een, in Triëst geboren, Italiaan was. De Italiaanse regering was van mening dat hij Oostenrijker was. Beide regeringen weigerden hem zijn pensioen te betalen zodat Margutti van pakketten van het Rode Kruis moest leven. De stateloze Albert von Margutti kreeg deze pakketten van Amerikaanse familieleden via de Oostenrijkse consul in San Francisco.
In 1921 verscheen bij Hutchinson in Londen zijn boek The Emperor Francis Joseph and his times. Het boek verscheen in 1924 in het Duits als Kaiser Franz Joseph, persönliche Erinnerungen en in het Frans als La Tragédie des Habsbourg. Het boek gaat uitgebreid in op de tragedies rond aartshertog Rudolf, aartshertog Frans Ferdinand en keizerin Elizabeth van Oostenrijk. De in het boek gegeven data zijn niet altijd correct. Zo laat Margutti in 1900 kapitein Bay Middleton als "generaal" aan het Oostenrijkse hof verschijnen terwijl deze kapitein in het voorjaar van 1892 was omgekomen.
Een adjudant van de Oostenrijkse keizer kon bij iedere officiële ontvangst van buitenlandse gasten op een onderscheiding rekenen. Zijn grote verzameling van 67 buitenlandse onderscheidingen en de daarbij behorende diploma's – hij was sinds 1903 onder andere officier in de Orde van Oranje-Nassau met de zwaarden – werd in 2007 bij Carsten Zeige in Hamburg geveild.
In Oostenrijk-Hongarije was Albert von Margutti Ridder in de Orde van de IJzeren Kroon en drager van het Militaire Kruis van Verdienste.

## Orden van Albert von Margutti
Oostenrijkse onderscheidingen
- Ridder in de Orde van de IJzeren Kroon
- Drager van het Kruis voor Militaire Verdienste
- Kruisen en medailles van Oostenrijk-Hongarije waaronder het Frans Jozef-kruis.

Orden van Duitse staten
- Commandeur in de Orde van de Rode Adelaar van Pruisen
- Commandeur in de Kroonorde van Pruisen
- Commandeur in de Huisorde van Hohenzollern van Pruisen of Hohenzollern
- Commandeur in de Saksisch-Ernestijnse Huisorde van de Saksische hertogdommen
- Commandeur in de Orde van de Witte Valk van Saksen-Weimar
- Grootkruis in de Orde van Militaire Verdienste van Spanje
- Officier in de Albrechtsorde met de zwaarden van het Koninkrijk Saksen
- Officier in de Orde van Militaire Verdienste met Kroon en Zwaarden van Beieren
- Ereridder in de Kroonorde van Württemberg
- Commandeur in de Greifenorde van Mecklenburg-Schwerin

Ridderorde van het Vaticaan
- Commandeur in de Orde van Sint-Gregorius

Ridderorden van andere staten
- Commandeur in de Orde van de Heilige Lodewijk voor Civiele Verdienste van Parma
- Officier in de Leopoldsorde van België 1903
- Commandeur in de Kroonorde van België 1910
- Grootofficier in de Sint-Alexanderorde van Bulgarije. 1912
- Grootofficier in 1908, in 1916 bevorderd tot grootkruis in de Orde van Militaire Verdienste van Bulgarije
- Ridder in de Orde van Verdienste van de Republiek Chili 1909
- Commandeur in de Orde van de Dannebrog van Denemarken 1904
- Ridder in 1904, in 1910 bevorderd tot officier in het Legioen van Eer van Frankrijk
- Commandeur in de Orde van de Zwarte Ster van Benin. Een koloniale orde van Frankrijk 1912
- Commandeur in de Orde van de Verlosser van Griekenland.
- Luitenant in 1904 en in 1907 bevorderd tot commandeur in de Koninklijke Orde van Victoria van het Verenigd Koninkrijk
- Commandeur in de Orde van Sint-Mauritius en Sint-Lazarus van Italië
- Commandeur in 1902 en in 1915 bevorderd tot grootofficier in de Orde van de Kroon van Italië
- Ridder, Officier en uiteindelijk commandeur in de Orde van de Rijzende Zon van Japan
- Commandeur in de Orde van de Gelukkige Geheiligde Schat van Japan
- Commandeur in 1905, in 1912 bevorderd tot grootofficier in de Orde van Danilo van Montenegro
- De verguld bronzen Medaille voor het Vijftigste Regeringsjubileum van Vorst Nikolaus I von Montenegro 1910
- Officier in de Orde van Oranje-Nassau met de Zwaarden Nederland 1903
- Ridder der Ie Klasse in de Orde van Sint-Olaf met de zwaarden van Noorwegen 1904
- Officier, sommandeur en uiteindelijk grootofficier in de Orde van Mejidie van Turkije.
- Grootofficier in de Orde van Osmanie van Turkije
- Grootofficier in de Orde van de Leeuw en de Zon van Perzië 1905
- IIIe Klasse in 1902 en bevorderd in 1908 tot IIe Klasse in de Orde van Sint-Anna van Rusland
- De IIe Klasse in de Orde van Sint-Stanislaus van Rusland 1903
- De Herinneringsmedaille van het Rode Kruis aan de Russisch-Japanse Oorlog van 1904-1905 verleend in 1907
- Commandeur in de Orde van de Kroon van Roemenië
- Officier in de Orde van de Ster van Roemenië vóór 1904
- Commandeur in de Orde van het Zwaard van Zweden 1908
- Officier in de Orde van de Witte Olifant van Thailand 1904

Alle orden en medailles waren aan het typisch Oostenrijkse driehoekige lint bevestigd. Zoals in zijn tijd gebruikelijk droeg Margutti zijn onderscheidingen in een volgorde die bepaald werd door het belang van de staat die de onderscheiding had toegekend. De orden van de Russische keizer, een "grootmacht", kwamen daarbij vóór die van de Engelse koning en die van de koning van Pruisen omdat de Russische orden ouder waren. Verder droeg hij ze in volgorde van rang en bij gelijke rang van de Franse aanduiding van de staat en vervolgens van de (Franse) naam van de orde.
Margutti draagt het kruis van de Orde van de Heilige Lodewijk voor Civiele Verdienste van de sinds 1866 verbannen hertog van Parma aan een ereplaats bovenaan de sluiting van zijn jas.
De lijst is niet compleet, de "vreemde" onderscheidingen werden geveild. De Oostenrijkse, pauselijke en Duitse onderscheiding werden op de veiling niet aangeboden.

## Publicaties van Albert von Margutti
- Darstellung der kriegerischen Ereignisse in Italien im Jahre 1866 ... Mit 2 ordres de bataille und 10 Skizzen. Wien, 1897.
- Die Meeresbeherrschung in ihrer Rückwirkung auf die Landoperationen des grossen Krieges, etc. Wien & Leipzig, 1900.
- Kaiser Franz Joseph, persönliche erinnerungen, Wien, Leipzig, Manz, 1924
- Vom alten Kaiser, z.j., een beperkte bloemlezing uit Kaiser Franz Joseph, persönliche erinnerungen
- Die Wiedereroberung des Sudan, 1896-1898, z.j.